# Afrykan
Afrykan – imię męskie pochodzenia łacińskiego, oznaczające "pochodzącego z Afryki". Wśród patronów tego imienia – św. Afrykan, wspominany razem ze św. Terencjuszem i św. Pompejuszem.

## Osoby o imieniu Afrykan
- Afrikan Bogajewski
- Afrikan Spir

### Osoby o przydomkuAfrykański(Afrykańczyk,łac.Africanus)
- Juniliusz Africanus
- Konstantyn Afrykańczyk
- Leo Africanus
- Scypion Afrykański Młodszy
- Scypion Afrykański Starszy
- Sekstus Juliusz Afrykański

cesarze rzymscy
- Gordian I
- Gordian II

Przydomek „Afrykański” nosili też cesarze bizantyjscy odbywający triumf:
- Justynian I Wielki
- Justyn II
- Tyberiusz II Konstantyn
- Maurycjusz
- Fokas
- Herakliusz